# Günther Debon
Günther Debon (München, 1921. május 13. – Neckargemünd, 2005. december 1.; kínai neve pinjin hangsúlyjelekkel: Dé Bó; magyar népszerű: Tö Po; kínaiul: 德博) német sinológus.

## Élete és munkássága
Debon iskolái elvégzését követően a második világháború idején egy brit hadifogolytáborba kerül és későbbi kollégájával, Wolfgang Bauer együtt 1948-ig itt tanult kínaiul. Ezt követően szülővárosában Münchenben tanult sinológiát, szanszkritot és japánt. 1953-ban a Kölni Egyetemen tanári állást kapott. 1968-ban megörökölte Wolfgang Bauer helyét a Heidelbergi Egyetemen. Az ő helyét, az 1986-ban történt nyugdíjba vonulása után majd Rudolf Wagner vette át. Günther Debon a kínai líra költői igényű német nyelvű műfordítójainak egyik legkiválóbbja. Nyugdíjba vonulása után a sinológia olyan német vonatkozású témáit kutatta, mint például Goethe és Schiller kapcsolata Kínával.

## Főbb művei
- Herbstlich helles Leuchten überm See. Chinesische Gedichte aus der Tang-Zeit. München: Piper, 1953
- Im Schnee die Fähre. Japanische Gedichte der neueren Zeit. München: Piper, 1955
- Ein weisses Kleid - Ein grau Gebände. Chinesische Lieder aus dem 12.-7. Jh. v. Chr. Mit 8 Bildern. München: Piper, 1957
- Chinesische Geisteswelt von Konfuzius bis Mao Tse-Tung (Werner Speiserrel). Baden-Baden: Holle, 1957
- Li Tai-bo. Rausch und Unsterblichkeit, Verlag Kurt Desch, München, Wien, Basel, 1958
- Lao-Tse. Tao-Tê-King. Das Heilige Buch vom Weg und von der Tugend. Stuttgart: Philipp Reclam jun. 1979 ISBN 3-15-006798-7
- China. Geschichte, Philosophie, Religion, Literatur, Technik (Wolfgang Bauerrel, Herbert Frankéval és Ruprecht Kurzrockkal). Berlin: Colloquium, 1980 ISBN 3-7678-0477-8
- Ostasiatische Literaturen. (Bd. 23, zusammen mit Klaus von See und Ernst Fabian). Wiesbaden: Aula, 1984 ISBN 3-89104-071-7
- Mein Weg verliert sich fern in weißen Wolken. Chinesische Lyrik aus drei Jahrtausenden. Heidelberg: Lambert Schneider, 1988 ISBN 3-7953-0773-2
- Mein Haus liegt menschenfern, doch nah den Dingen. Dreitausend Jahre chinesischer Poesie. München: Eugen Diederichs, 1988 ISBN 3-424-00938-5
- Ein Lächeln Dir. Heidelberg-Gedichte. Heidelberg: Guderjahn, 1989 ISBN 3-924973-08-3
- Am Gestade ferner Tage. Japanische Lyrik der neueren Zeit. München: Piper, 1990 ISBN 3-492-11241-2
- Das Glück der Welt. Sekundensätze. Heidelberg: Guderjahn, 1990 ISBN 3-924973-10-5
- Das Heidelberger Jahr Joseph von Eichendorffs. Heidelberg: Guderjahn, 1991 ISBN 3-924973-13-X
- Ein gutes Jahrtausend. Neue Studien und Essays, Aphorismen und dramatische Szenen. Heidelberg: Guderjahn, 2000 ISBN 3-924973-78-4
- Der Kranich ruft. Chinesische Lieder der ältesten Zeit. Berlin: Elfenbein, 2003 ISBN 978-3-932245-62-6
- Qualitäten des Verses. Essay. Berlin: Elfenbein, 2009 ISBN 978-3-932245-97-8